# Phyllophaga emburyi
Phyllophaga emburyi är en skalbaggsart som beskrevs av Saylor 1938. Phyllophaga emburyi ingår i släktet Phyllophaga och familjen Melolonthidae. Inga underarter finns listade i Catalogue of Life.